# Distretto del Tripura Settentrionale
Il distretto del Tripura Settentrionale è un distretto del Tripura, in India, di 590 655 abitanti. Il suo capoluogo è Kailashahar.